# Phorocera exigua
Phorocera exigua är en tvåvingeart som beskrevs av Wood 1972. Phorocera exigua ingår i släktet Phorocera och familjen parasitflugor. Inga underarter finns listade i Catalogue of Life.